# 飛天巨桃歷險記
《飛天巨桃歷險記》（英語：James and the Giant Peach），1996年上映的奇幻動畫電影（黏土動畫、偶動畫、定格模型動畫），部分由真人演出。此片改編自英國兒童文學作家羅爾德·達爾（Roald Dahl）1961年出版的同名兒童故事書，由亨利·謝利克（Henry Selick）執導、提姆·波頓監製（兩人同時也合作了聖誕夜驚魂 The Nightmare Before Christmas 動畫電影）。故事講述被姑媽冷落虐待的七歲孤兒詹姆士（James）偶遇一名神秘老人、意外獲得具有魔力的巨型桃子後，與待在巨桃裡的六隻蟲子成為好友，用桃子作為食物兼交通工具飛天橫越大西洋的驚奇冒險。
電影在1996年4月12日上映，雖然票房3770萬美元未能完全填補3800萬美元的製作成本，該片仍獲得影評界的好評，影評家主要稱讚電影的視覺效果與故事。電影在安錫國際動畫影展獲頒最佳動畫長片獎（水晶獎），同時入圍土星獎最佳奇幻片、衛星獎最佳動畫或混合媒體提名，還有7項安妮獎提名。

## 故事大綱
詹姆士·亨利·特羅特原本是個和父母過著幸福快樂生活的普通男孩，但在父母雙亡後，他被兩名生性苛薄的姑媽——史派克與史龐琪收留，過著孤寂和備受姑媽冷落虐待的生活。某天詹姆士從歇斯底里的姑媽手中救下一隻蜘蛛後，偶然遇見一名神秘的長者，從後者的手裡取得名為「鱷魚舌頭」的綠色神秘發光物，該名長者讓附近的老桃樹長出了一個巨大的桃子。發現巨桃的史派克與史龐琪喜出望外，將老桃樹與巨桃做為招攬遊客的觀光景點盈利。詹姆士趁夜接近並吃著巨桃的果肉，當巨桃被吃出一道通往內部的深痕後，詹姆士出於好奇攀爬進巨桃深處的坑洞，遇見待在巨桃裡的六隻蟲子：蜈蚣先生、蜘蛛小姐、老蚱蜢、瓢蟲小姐、蚯蚓、螢火蟲，還和牠們成為朋友。當蟲子們聽見兩個姑媽正在尋找詹姆士的時候，蜈蚣先生率先砍斷了連接桃子和桃樹的莖枝，造成巨桃滾至大西洋。
蟲子們將巨桃改裝成適合飛行的型態，因為詹姆士與蟲子們交談期間，表示他夢想著像他父母希望的那樣、參觀位於紐約市的帝國大廈，他們決定乘坐巨桃飛往紐約市。旅途中，他們取用巨桃的果肉作為糧食，陸續遭遇北極冰冷水域中的巨型機械鯊魚和亡靈骷髏海盜，還有當年令詹姆士的父母喪生的暴風雨犀牛，詹姆士雖然害怕，但還是將他的朋友們帶到了安全的地方，並在犀牛用閃電擊中巨桃之前與之對峙。
後來，詹姆士連同巨桃墜落至下方的城市，降落在帝國大廈的頂部，此景吸引了大量人群前往現場圍觀拍照，連記者也抵達現場採訪此事。當詹姆士經由消防隊的協助離開帝國大廈頂部後，史派克與史龐琪因為透過新聞轉播獲知他的行蹤，趕到現場要求詹姆士交還巨桃並跟她們回家，然而詹姆士不為所動，不但向在場的眾人說明他與蟲子們經歷的奇幻冒險經歷，還揭發過去被姑媽虐待的真相，令史派克與史龐琪勃然大怒，試圖用偷來的消防斧攻擊詹姆士，但被及時趕到的蟲子們出面阻止，在場的警察也順勢將史派克與史龐琪逮捕歸案。蟲子們的出現也讓原本懷疑乃至於嘲笑詹姆士的部分人們，開始相信詹姆士所言屬實。詹姆斯順勢將他的蟲子朋友們介紹給在場所有人士，還同意讓孩子們分食這顆巨桃。
經歷此事，詹姆士與蟲子們不但成為一家人，還將巨桃剩下的桃核改造成座落於中央公園、提供他們生活的小屋，留在紐約市的蟲子們也各自事業有成和獲得名望。蜈蚣先生投身政壇，競選紐約市長；蜘蛛小姐開了一家俱樂部；蚯蚓先生成為一家護膚品公司的吉祥物；瓢蟲選擇擔任婦產科醫生；蚱蜢先生成為聞名樂壇的小提琴手；螢火蟲夫人成為自由女神像火炬中的光源。故事的最後，詹姆士與他的新家人和朋友一起慶祝他的九歲生日，他也繼續向人們訴說這段驚奇的冒險經歷。

## 主要角色
- 詹姆士·亨利·特羅特（James Henry Trotter）： Paul Terry 飾演。（部分真人演出）
- 姑媽史派克（Spiker）：Joanna Lumley 飾演。詹姆士的瘦姑媽。
- 姑媽史龐琪（Sponge）：米瑞安·玛格莱斯 飾演。詹姆士的胖姑媽。
- 蜈蚣先生：李察·德瑞佛斯（Richard Dreyfuss）配音。詹姆士的节肢动物朋友。
- 蜘蛛小姐：蘇珊·莎蘭登（Susan Sarandon）配音。詹姆士的第一個节肢动物朋友。
- 老蚱蜢：西蒙·卡洛 配音。優雅有學識的老蚱蜢、詹姆士的昆蟲朋友。
- 瓢蟲小姐：Jane Leeves 配音。像母親似的昆蟲朋友。
- 蚯蚓：David Thewlis 配音。膽小的环节动物门环带纲寡毛类动物朋友。
- 螢火蟲：Miriam Margolyes 配音。詹姆士的昆蟲朋友。